# Gauliga Bayern 1936/37
Die Gauliga Bayern 1936/37 war die vierte Spielzeit der Gauliga Bayern im Fußball. Der amtierende Deutsche Meister 1. FC Nürnberg stand bereits einen Monat vor Rundenende als Gaumeister fest. In der Endrunde um die deutsche Meisterschaft zog der „Club“ erneut ins Endspiel ein, konnte im Berliner Olympiastadion vor 100.000 Zuschauern seinen Titel allerdings nicht verteidigen und unterlag dem FC Schalke 04. In der unteren Hälfte der Gauliga ging es hingegen bis zum Schluss äußerst eng zu, beim Duell am letzten Spieltag zwischen dem FC Wacker und dem BC Augsburg sicherte ein 1:2 schließlich beiden Mannschaften den Klassenerhalt und bedeutete für den Konkurrenten ASV Nürnberg den Abstieg; Neuling VfB Coburg hatte bereits zuvor als Absteiger festgestanden. Über die Aufstiegsrunde der Bezirksklassenmeister kehrten mit Jahn Regensburg sowie Schwaben Augsburg zur Spielzeit 1937/38 zwei Gründungsmitglieder der Gauliga in die oberste bayrische Spielklasse zurück.

## Abschlusstabelle
| Pl. | Verein                     | Sp. | S  | U | N | Tore    | Quote | Punkte |
| --- | -------------------------- | --- | -- | - | - | ------- | ----- | ------ |
| 1.  | 1. FC Nürnberg (M)         | 18  | 13 | 1 | 4 | 047:160 | 2,94  | 27:90  |
| 2.  | 1. FC Schweinfurt 05       | 18  | 11 | 2 | 5 | 044:290 | 1,52  | 24:12  |
| 3.  | FC Bayern München          | 18  | 8  | 4 | 6 | 049:310 | 1,58  | 20:16  |
| 4.  | SpVgg Fürth                | 18  | 8  | 2 | 8 | 029:350 | 0,83  | 18:18  |
| 5.  | BC 1907 Augsburg           | 18  | 6  | 4 | 8 | 026:310 | 0,84  | 16:20  |
| 6.  | VfB Ingolstadt-Ringsee (N) | 18  | 6  | 4 | 8 | 028:380 | 0,74  | 16:20  |
| 7.  | TSV 1860 München           | 18  | 7  | 2 | 9 | 027:380 | 0,71  | 16:20  |
| 8.  | FC Wacker München          | 18  | 4  | 7 | 7 | 021:240 | 0,88  | 15:21  |
| 9.  | ASV Nürnberg               | 18  | 6  | 3 | 9 | 031:390 | 0,79  | 15:21  |
| 10. | VfB Coburg (N)             | 18  | 4  | 5 | 9 | 026:470 | 0,55  | 13:23  |

| (M) | Titelverteidiger                       |
| (N) | Aufsteiger aus der Bezirksliga 1935/36 |

## Aufstiegsrunde
| Platz | Verein                | Spiele | Tore  | Quote | Punkte |
| ----- | --------------------- | ------ | ----- | ----- | ------ |
| 1.    | SSV Jahn Regensburg   | 10     | 35:90 | 3,89  | 17:30  |
| 2.    | SSV Schwaben Augsburg | 10     | 40:18 | 2,22  | 16:40  |
| 3.    | 1. FC Bayreuth        | 10     | 26:20 | 1,30  | 11:90  |
| 4.    | Würzburger Kickers    | 10     | 16:16 | 1,00  | 08:12  |
| 5.    | FSV 1883 Nürnberg     | 10     | 17:32 | 0,53  | 07:13  |
| 6.    | SC Armin München      | 10     | 10:49 | 0,20  | 01:19  |